# Per Kærsgaard Laursen
Per Kærsgaard Laursen (* 7. November 1955 in Kopenhagen) ist ein ehemaliger dänischer Radrennfahrer.

## Sportliche Laufbahn
Kærsgaard Laursen war Straßenradsportler. Er war Teilnehmer der Olympischen Sommerspiele 1980 in Moskau. Dort startete er im Mannschaftszeitfahren. Der dänische Vierer kam mit Per Kærsgaard Laursen, Michael Marcussen, Jesper Worre und Jørgen Vagn Pedersen auf den 10. Platz.
1980 wurde er Vize-Meister im Einzelzeitfahren hinter Hans-Henrik Ørsted. 1979 bestritt er die Internationale Friedensfahrt und wurde 71. der Gesamtwertung.